# Geraldia pollinosa
Geraldia pollinosa är en tvåvingeart som beskrevs av Barraclough 1992. Geraldia pollinosa ingår i släktet Geraldia och familjen parasitflugor. Inga underarter finns listade i Catalogue of Life.